# Liste der spanischen Botschafter in Österreich

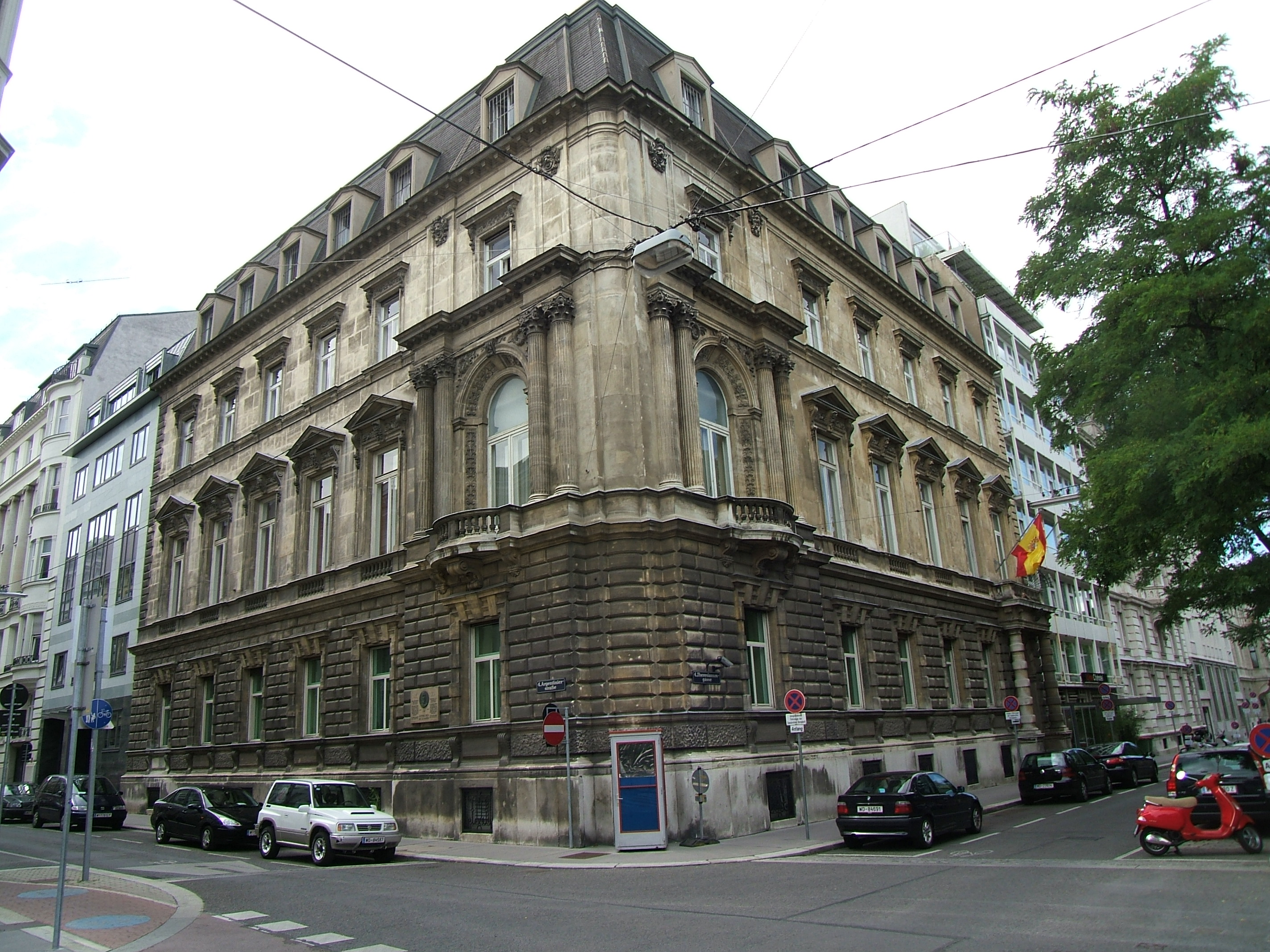
Die Botschaft des Königreichs Spanien befindet sich in der Theresianumgasse 21 im IV. Wiener Gemeindebezirk Wieden; bis 1964 befand sie sich in der Sternwartestraße 61–63.

Der spanische Botschafter in Österreich vertritt die spanische Regierung auch bei der Internationalen Atomenergie-Organisation (IAEO) in Wien.

## Missionschefs
| Ernennung / Akkreditierung | Name                                                | Bemerkungen | ernannt von                  | akkreditiert bei  | Abberufung    |
| -------------------------- | --------------------------------------------------- | --- | ---------------------------- | ----------------- | ------------- |
| 1617                       | Íñigo Vélez de Guevara, Conde de Oñate              | Oñate-Vertrag | Philipp III.                 | Matthias          | 1618          |
| 1622                       | Diego Sarmiento de Acuña                            | | Philipp IV.                  | Ferdinand II.     | 1622          |
| 1632                       | Manuel de Moura y Corte-Real                        | | Philipp IV.                  | Ferdinand II.     | 1640          |
| 1640                       | Francisco de Melo                                   | | Philipp IV.                  | Ferdinand III.    | 1640          |
| 1642                       | Manuel de Moura y Corte-Real                        | | Philipp IV.                  | Ferdinand III.    | 1644          |
| 1648                       | Francisco de Moura y Corte-Real                     | | Philipp IV.                  | Ferdinand III.    | 1656          |
| Mai 1681                   | Carlo Emanuele d’Este Marqués de Borgomanero        | (* 1622 in Turin; † Oktober 1695 in Wien) | Karl II.                     | Leopold I.        | Okt. 1695     |
| 1700                       | Francisco Moles                                     | | Karl II.                     | Leopold I.        | 1700          |
| 1700                       |                                                     | Philipp V. aus dem Haus Bourbon: keine diplomatischen Beziehungen | Philipp V.                   | Leopold I.        | 1725          |
| 1725                       | Juan Guillermo Ripperdá                             | | Ludwig I.                    | Karl VI.          | 1725          |
| 1727                       | Miguel José de Bournonville                         | | Ludwig I.                    | Karl VI.          | 1728          |
| 1728                       | José de Viana y Eguiluz                             | | Ludwig I.                    | Karl VI.          | 1731          |
| 1731                       | James Francis Fitz-James Stuart, 2. Duke of Berwick | | Ludwig I.                    | Karl VI.          | 1733          |
| 1734                       |                                                     | keine Beziehungen auf Gesandtenebene | Ludwig I.                    | Karl VI.          | 1737          |
| 21. Feb. 1736              | Pedro de Cebrián y Agustín                          | V Conde de Fuenclara bis 1736: Gesandter Venedig 1738: Gesandter in Dresden | Ludwig I.                    | Karl VI.          | 1738          |
| 1738                       | José Carpintero                                     | Geschäftsträger | Ludwig I.                    | Karl VI.          | 1741          |
| 1741                       |                                                     | keine Beziehungen auf Gesandtenebene | Ludwig I.                    | Maria Theresia    | 1748          |
| 1750                       | Antonio de Azlor y Marimón                          | | Ferdinand VI.                | Karl VII.         | 1754          |
| 1755                       | Alonso Verdugo                                      | III Conde de Torrepalma | Ferdinand VI.                | Karl VII.         | 1760          |
| 1760                       | Demetrius O’Mahony, hrabia Mahony                   | († 26. Dezember 1777 in Wien) | Karl III.                    | Karl VII.         | 26. Dez. 1777 |
| 26. Dez. 1777              | Domingo Iriarte                                     | Geschäftsträger | Karl III.                    | Joseph II.        |               |
| 1779                       | Conde de Aguilar                                    | | Karl III.                    | Joseph II.        | 1785          |
| 1786                       | José Augustin Llano y de la Quadra                  | | Karl III.                    | Joseph II.        | 1794          |
| 1814                       | Pedro Gómez Labrador                                | Vertreter von Ferdinand VII. beim Wiener Kongress | Ferdinand VII.               | Franz II.         | 1815          |
| 1816                       | Pedro Ceballos Guerra                               | | Ferdinand VII.               | Franz II.         | 1820          |
| 1842                       | José Agustín de Lecubarri                           | Vertreter von Isabella II. | Isabella II.                 | Franz II.         | 1847          |
| 1893                       | Juan Valera                                         | | Alfons XIII.                 | Franz Joseph I.   | 1895          |
| 12. März 1914              | Antonio de Castro y Casaléiz                        | | Alfons XIII.                 | Franz Joseph I.   | 2. Aug. 1918  |
| 1936                       | Eduardo García Comín                                | (getauft am 8. Februar 1883 in der Kirche San José in Madrid; † 1968) Laufbahndiplomat, am 19. Juli 1936 beim Putsch der Unión Militar Española (UME) war er Botschafter in Wien und schlug sich auf die Seite der Putschisten. Nach dem Anschluss Österreichs fungierte er als Generalkonsul. Von September 1939 bis Mai 1941 war er Botschafter im Königreich Jugoslawien. | Manuel Azaña                 | Kurt Schuschnigg  | 1. März 1938  |
| 1936                       | Juan Schwartz Díaz-Flores                           | | Manuel Azaña                 | Kurt Schuschnigg  | 1938          |
| 3. Feb. 1956               | José Sebastián de Erice y O’Shea                    | (* 26. September 1903 in Madrid; † 21. Juli 1984) 1964–1971: Botschafter in Bonn. | Francisco Franco             | Julius Raab       | 13. Nov. 1964 |
| 16. Juni 1967              | Joaquim Buxó Dulce d’Abaigar                        | [ 4 ] | Francisco Franco             | Josef Klaus       | 1970          |
| 1970                       | Miguel María de Lojendio e Irure                    | | Francisco Franco             | Bruno Kreisky     | 1974          |
| 20. Juli 1974              | Laureano López Rodó                                 | [ 5 ] | Carlos Arias Navarro         | Bruno Kreisky     | 1975          |
| 6. März 1981               | Juan Luis Pan de Soraluce y Olmos                   | Conde de San Román (* 15. Mai 1923 in La Coruña) 1969: Botschafter in Tananarive Real Decreto 399/1981, de 6 de marzo, por el que se designa Embajador de España en Austria a don Juan Luis Pan de Soraluce y Olmos, Conde de San Román. | Leopoldo Calvo-Sotelo        | Bruno Kreisky     | 18. Feb. 1985 |
| 30. Aug. 1985              | Jesús Núñez Hernández                               | | Felipe González              | Fred Sinowatz     | 23. Juli 1991 |
| 23. Juli 1991              | Miguel Ángel Ochoa Brun                             | | Felipe González              | Franz Vranitzky   | 20. Apr. 1996 |
| 20. Juli 1996              | Ricardo Díez-Hochleitner                            | | José María Aznar             | Franz Vranitzky   | 3. Juni 2000  |
| 1. Juli 2000               | Raimundo Pérez-Hernández y Torra                    | | José María Aznar             | Wolfgang Schüssel | 27. Juli 2004 |
| 27. Juli 2004              | Juan Manuel de Barandica y Luxán                    | | José Luis Rodríguez Zapatero | Wolfgang Schüssel | 28. Juni 2008 |
| 28. Juni 2008              | José María Pons Irazazábal                          | | José Luis Rodríguez Zapatero | Werner Faymann    | 27. Juli 2010 |
| 16. Nov. 2010              | Yago Pico de Coaña                                  | | José Luis Rodríguez Zapatero | Werner Faymann    | 17. Apr. 2013 |
| 17. Apr. 2013              | Alberto Carnero                                     | | Mariano Rajoy                | Werner Faymann    | 21. Mai 2017  |
| 21. Mai 2017               | Juan Sunyé Mendía                                   | | Mariano Rajoy                | Christian Kern    | 25. Sep. 2020 |
| 25. Sep. 2020              | Cristina Fraile Jiménez de Muñana                   | | Pedro Sánchez                | Sebastian Kurz    | 21. Nov. 2023 |

Quelle: